# Leopardus wiedii
El margay (Leopardus wiedii), también conocido como maracayá, yaguatirica, caucel o gato tigre o tigrillo, es una especie de mamífero carnívoro de la familia Felidae ampliamente distribuido por América, desde México (con un registro en Texas, EE. UU.) hasta el sur de Sudamérica con poblaciones en Uruguay, Norte de Argentina y Sur de Brasil. Conocido como un gato nocturno, arborícola y solitario, vive principalmente en bosques caducifolios y perennifolios. Esta especie puede confundirse con el ocelote. Sin embargo, el ocelote tiene un tamaño y un peso mayores. Además, esta es una de las dos únicas especies con la capacidad de rotar el tobillo (la otra es la pantera nebulosa) para descender de los árboles con la cabeza hacia abajo como las ardillas.
El nombre de «mbarakaja» procede del guaraní que significa gato.
En México está considerado como en peligro de extinción.

## Comportamiento
Los margayes son animales nocturnos y diurnos, y suelen pasar la mayor parte de su tiempo trepando en los árboles en busca de comida. Son animales extremadamente rápidos y ágiles, y son capaces de cambiar de dirección en el aire mientras saltan entre los árboles. Esto les permite eludir a sus depredadores, como los jaguares, los perros y los humanos. Además son muy inteligentes y curiosos, y pueden ser entrenados para realizar trucos. Esta es una de las razones por las cuales son una especie vulnerable al tráfico de animales. Por fortuna, los esfuerzos de conservación están ayudando a aumentar la población de esta especie.

## Características
Es muy similar al ocelote, con menor tamaño (entre 40 y 60 cm de cabeza y cuerpo) y un peso promedio de 3,5 kg; aunque se han encontrado ejemplares adultos desde los 2 hasta los 5 kg. Ojos grandes y cola muy larga (puede medir más del 70 % de la longitud de la cabeza y cuerpo), contando la cola estos animales pueden medir desde 90 hasta 120 cm. Estas son características de su adaptación para la vida arbórea.

## Dieta

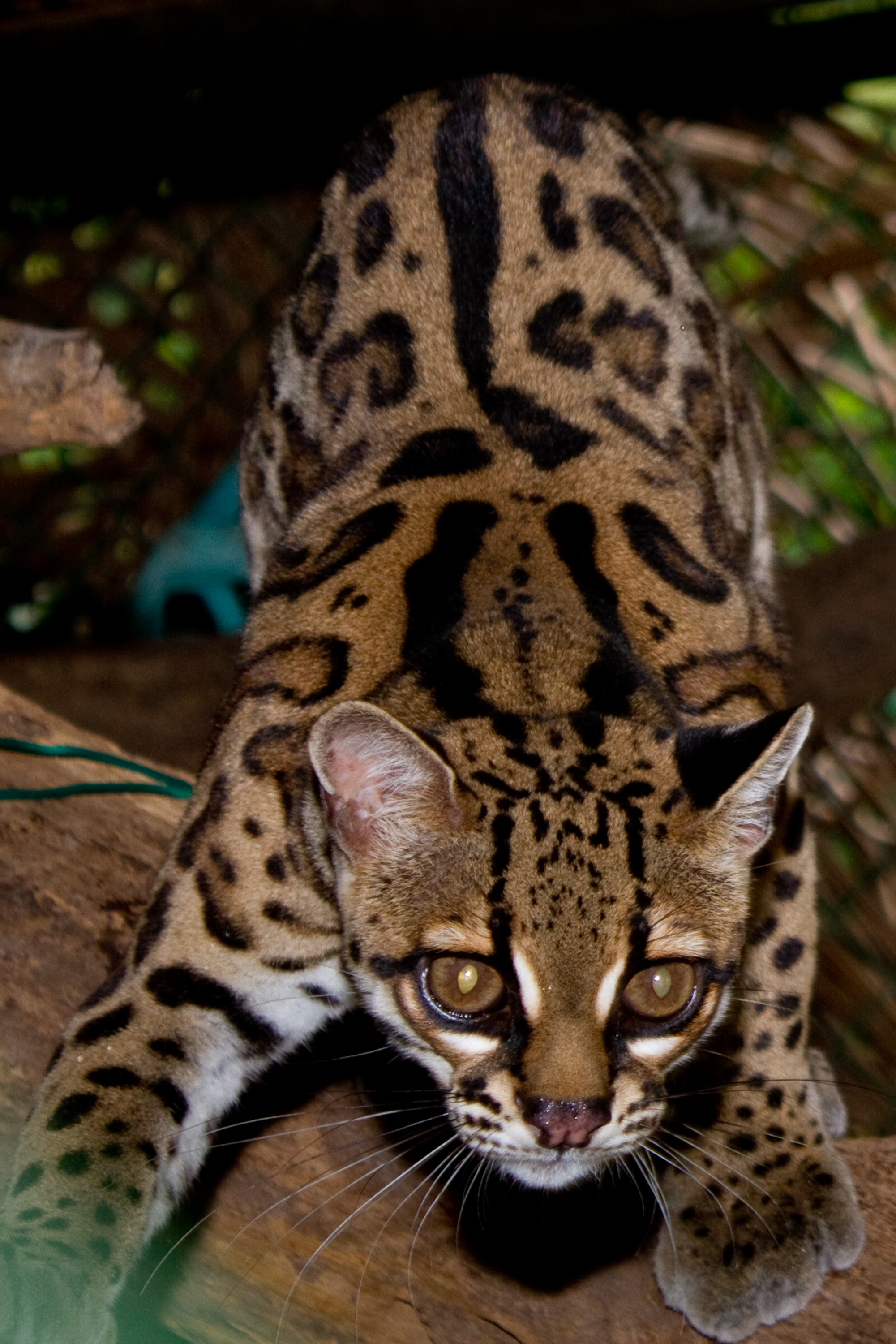
Margay (Leopardus wiedii)

Caza principalmente animales arborícolas, en el Paraná (Brasil), se analizaron 38 excrementos y se encontraron restos de presas como Monodelphis (10,5 %), Akodon (39,4 %), Mus musculus (31,5 %), marmosa paraguaya (2,6 %), zarigüeya lanuda occidental (7,8 %), filandro gris de Brasil (5,2 %), Didelphis (2,8 %), lagarto overo (6,4 %), puercoespín arborícola (2,6 %), hurón menor (2,6 %) y capuchino negro (5,2 %). En Belice se analizaron 27 deposiciones con el resultado de: aves (29,2 %) y Ototylomys (48,1 %) fueron su principal fuente de alimento, seguido por la ardilla de Deppe (22,2 %) y Reithrodontomys (18,5 %).[cita requerida]

## El margay en la cultura Americana
El margay ha tenido una presencia significativa en la cultura de América Central y del Sur, donde se le considera un animal sagrado en algunas culturas indígenas. En la cultura maya, por ejemplo, se cree que el margay es un animal sagrado que puede comunicarse con los dioses.
Además, el margay ha aparecido en muchas leyendas y cuentos populares en la región. En algunas historias, se le describe como un animal astuto y sigiloso que puede engañar a sus enemigos y escapar de situaciones peligrosas. En otras historias, se le considera un animal protector que protege a los viajeros de los peligros del bosque.
El margay también ha tenido una presencia en el arte y la literatura. En la poesía y la literatura de América Central y del Sur, el margay a menudo se menciona como un símbolo de la naturaleza y la libertad. En la pintura y la escultura, el margay ha sido representado en muchas obras de arte, tanto modernas como antiguas.

## Subespecies
Se conocen 11 subespecies de Leopardus wiedii:
- Leopardus wiedii wiedii - Brasil oriental y central, Paraguay, Uruguay, y en la zona norte de Argentina.
- Leopardus wiedii amazonicus - Brasil occidental, en el interior de Perú, Colombia y Venezuela.
- Leopardus wiedii boliviae - Bolivia.
- Leopardus wiedii cooperi - zona norte de México.
- Leopardus wiedii glauculus - México central.
- Leopardus wiedii nicaraguae - Honduras, Nicaragua, Costa Rica.
- Leopardus wiedii oaxacensis - zona sur de México.
- Leopardus wiedii pirrensis - Panamá, Colombia, Ecuador, Perú.
- Leopardus wiedii salvinius - Chiapas, Guatemala, El Salvador.
- Leopardus wiedii vigens.
- Leopardus wiedii yucatanicus - Yucatán.